# Örjan Modin
Örjan Modin, född 16 augusti 1943 i Bollnäs, är en svensk tidigare bandyspelare. Hans moderklubb var Ljusdals BK. Modin vann SM-guld i bandy med Örebro SK säsongen 1966/1967 samt med Ljusdals BK säsongen 1974/75. Modin spelade även fotboll i Gefle IF, och har varit tränare för Ljusdals IF i fotboll. Han är far till bandyspelarna Per Fosshaug och Pontus Modin.